# Parafia św. Mikołaja w Królów Lesie
Parafia św. Mikołaja w Królów Lesie – parafia rzymskokatolicka w Królów Lesie.
Do parafii należą wierni z miejscowości: Bielsk i Majewo. Tereny te znajdują się w gminie Morzeszczyn, w powiecie tczewskim, w województwie pomorskim.